# Почему?
«Почему?» — песня российского рэп-исполнителя и музыканта Моргенштерна, выпущенная 14 января 2022 года на лейбле Atlantic Records Russia. Это второй сингл исполнителя после эмиграции из России после обвинений председателя Следственного комитета России, в которой Моргенштерн рассказывает о событиях своей жизни после отъезда.

## Текст
Песня начинается со слов Владимира Жириновского, сказанных на заседании госсовета в критику Алишера Моргенштерна: «Не буду фамилию этого чудака называть, он сбежал из страны, один блогер. Вот этот вот чудак, который нецензурной бранью там какие-то песенки сочиняет, он кумир молодежи». В песне исполнитель рассказывает о последних событиях в своей жизни. Музыкант рассказывает о покупке дома перед отъездом из России и про автопарк на миллион долларов, которые остались «в России взаперти» и передаёт спасибо России за шанс начать всё сначала, а также рекламирует свой Telegram-канал.

## Музыкальное видео
Музыкальный видеоклип вышел в день выхода сингла 14 января 2022 года. Помимо самого артиста, в клипе приняли участие его бывшая жена Дилара и двойник рэпера, исполняющего роль музыканта возле собственного автопарка, который «в России взаперти». В начале клипа Моргенштерн появляется в шапке-ушанке с гербом СССР и катается на «жигулях» по пустыне.

## Чарты

### Ежедневные чарты
| Чарт (2022)                   | Высшая позиция |
| ----------------------------- | -------------- |
| Москва (Apple Music)          | 8              |
| Санкт-Петербург (Apple Music) | 8              |
| Россия (YouTube Music)        | 1              |
| Россия (Яндекс.Музыка)        | 14             |

### Еженедельные чарты
| Чарт (2022)            | Высшая позиция |
| ---------------------- | -------------- |
| Россия (Apple Music)   | 8              |
| Россия (YouTube Hits)  | 1              |
| Украина (YouTube Hits) | 3              |
| Россия (Spotify Hits)  | 4              |
| Украина (Spotify Hits) | 4              |

### Ежемесячные чарты
| Чарт (2022)            | Высшая позиция |
| ---------------------- | -------------- |
| Россия (YouTube Hits)  | 7              |
| Украина (YouTube Hits) | 18             |
| Россия (Spotify Hits)  | 25             |
| Украина (Spotify Hits) | 26             |